# Iassus elegans
Iassus elegans är en insektsart som beskrevs av Blanchard 1852. Iassus elegans ingår i släktet Iassus och familjen dvärgstritar. Inga underarter finns listade i Catalogue of Life.